# Propuesta laboral
Propuesta laboral (en hangul, 사내 맞선; RR: Sanae Matseon; lit.: Cita a ciegas en la oficina; título en inglés: A Business Proposal) es una serie de televisión dramática surcoreana basada en un homónimo webtoon de HaeHwa, dirigida por Park Sun-ho y protagonizada por Ahn Hyo-seop, Kim Se-jeong, Kim Min-kyu, y Seol In-ah. Se emitió en el canal SBS desde el 28 de febrero hasta el 5 de abril de 2022, los lunes y martes a las 22:00 horas (KST). También está disponible en la plataforma Netflix para el público de algunos países.

## Sinopsis
Shin Ha-ri va a una cita a ciegas en lugar de su amiga Jin Young-seo, cuyo padre la había organizado. Young-seo no quería asistir y había pedido a Ha-ri que fuera en su lugar con el objetivo de ser rechazada por ese posible candidato a marido. Pero los planes fracasan cuando él resulta ser Kang Tae-moo, director ejecutivo de la empresa donde trabaja Ha-ri, el cual decide casarse con su compañera de cita a ciegas creyendo que es Jin Young-seo e ignorando que está empleada en su empresa. Sin embargo, la identidad falsa (pero no su estado laboral) pronto queda descubierta después de que la verdadera Young-seo se ve implicada en un incidente de estacionamiento con Cha Sung-hoon, el asistente ejecutivo de Tae-moo, quien en ese momento actuaba como conductor de este.

## Reparto

### Principal
- Ahn Hyo-seop como Kang Tae-moo, de familia chaebol, un hombre muy guapo y también el nuevo director general de la empresa de Ha-ri. Después de graduarse de la Universidad de Harvard, entró en la empresa GO Food de su abuelo, trabajó en una sucursal en el extranjero y ha regresado a Corea recientemente.[6][7][8]
- Kim Se-jung como Shin Ha-ri, una investigadora del equipo 1 de desarrollo de alimentos de GO Food, que se disfraza y tiene una cita a ciegas con un posible marido en casa de su amiga íntima, Young-seo, después de que esta se lo pidiera.[6]
- Kim Min-kyoo como Cha Sung-hoon, el secretario de Tae-moo, jefe de personal de GO Food. Creció en un orfanato patrocinado por GO Food Group y con el apoyo del presidente Kang Da-goo, creció viviendo como un hermano de Tae-moo. Se enamora de Young-seo, la hija de la familia propietaria de un conglomerado empresarial.[9][10][11]
- Seol In-ah como Jin Young-seo, la jefa del equipo de mercadeo de Marine Beauty y la única hija del presidente de Marine Group. Amiga íntima de Ha-ri y enamorada de Sung-hoon, pero, sobre todo, es la prometida de Tae-moo, que pidió a Ha-ri que la reemplazara en el compromiso.[12]

### Secundario

#### Personas cercanas a Tae-moo
- Lee Deok-hwa como el presidente Kang Da-goo, el abuelo de Tae-moo, el fundador de Geumhwa Group (la empresa matriz de GO Food).[13][14][15]

#### Personas cercanas a Ha-ri
- Bae Woo-hee como Ko Yoo-ra, la enemiga de Ha-ri y novia de Min-woo.[16]
- Byungchan como Shin Ha-min, el hermano menor de Ha-ri, que está enamorado de Young-seo.[17]
- Jung Young-joo como Han Mi-mo, la madre de Ha-ri y Ha-min.[18]
- Kim Kwang-kyoo como Shin Joong-hae, el padre de Ha-ri y Ha-min.[19]
- Song Won-seok como Lee Min-woo, un chef y también compañero de clase en la universidad. Fue el amor no correspondido de Ha-ri durante siete años.[20]

#### Empleados de GO Food
- Kim Hyun-sook como Yeo Eui-joo, jefa del equipo 1 de Desarrollo de Alimentos Precocinados. Una talentosa mujer de carrera con una personalidad encantadora y fuerte.[21][22]
- Im Ki-hong como Kye Bin, subgerente del equipo 1 de Desarrollo de Alimentos.[23]
- Yoon Sang-jung como Kim Hye-ji, empleada del equipo 1 de Desarrollo de Alimentos.[24][25][26]
- Yoo Eui-tae como jefe del departamento de Desarrollo de Alimentos.[27]

#### Otros
- Seo Hye-won como Cho Yoo-jung, directora de Marine Group y la prima de Young-seo, a la que secretamente envidia.[28]
- Lee Ki-hyuk como Shin Jung-woo, un vecino de Young-seo y diseñador de muebles.[29]

#### Apariciones especiales
- MeloMance como ellos mismos (episodio n.º 3).[30]
- Lee Ki-young como el padre de Young-seo, presidente de Marine Group (episodios n.º 3 y 10).[31]
- Tei como el dueño del camión de hamburguesas (episodio n.º 6).[32]
- Kim Young-ah como Jin Chae-rim, directora del Museo de Arte Marino, tía de Young-seo y madre de Yoo-jung (episodio n.º 8).[33]
- Hwang Bo-ra como una periodista de STN que entrevista a Ha-ri y Min-woo (episodio n.º 9).
- Kim Jung-young como una monja en el orfanato donde creció Sung-hoon (episodios n.º 9 y 10).[34]

## Banda sonora original
La banda sonora de la serie corrió a cargo de Park Se-jeon y se compone de doce canciones. Diez de ellas fueron publicadas como sencillos a lo largo del período de emisión de aquella, y después fueron recogidas junto con las otras dos en un álbum publicado el 6 de abril, que incluye un segundo disco con otras veintitrés piezas musicales.
| Parte | Fecha de publicación  | N.º | Título                                       | Letra                 | Música                                       | Artista                                | Duración |
| ----- | --------------------- | --- | -------------------------------------------- | --------------------- | -------------------------------------------- | -------------------------------------- | -------- |
| 1     | 28 de febrero de 2022 | 1   | Sweet (스윗해)                               | Gadeul                | Anne, Maxx Song, Wonjun                      | Lee Mu-jin                             | 3:36     |
| 1     | 28 de febrero de 2022 | 2   | Sweet (inst.)                                |                       | Anne, Maxx Song, Wonjun                      |                                        | 3:36     |
| 2     | 6 de marzo de 2022    | 1   | You Are Mine                                 | Gadeul                | Aaron Kim, Isaac Han, Walter Pok, D’tour     | Victon (Byungchan, Seungsik y Sejun)   | 3:27     |
| 2     | 6 de marzo de 2022    | 2   | You Are Mine (inst.)                         |                       | Aaron Kim, Isaac Han, Walter Pok, D’tour     |                                        | 3:27     |
| 3     | 8 de marzo de 2022    | 1   | Sun Shower (여우비)                          | Ha Joon, Park Se-joon | Seo Jae-ha, Kim Young-seong, Park Se-joon    | Movning                                | 4:16     |
| 3     | 8 de marzo de 2022    | 2   | Sun Shower (여우비) (inst.)                  |                       | Seo Jae-ha, Kim Young-seong, Park Se-joon    |                                        | 4:16     |
| 4     | 9 de marzo de 2022    | 1   | Melting                                      | Gadeul, Zaydro        | Zaydro                                       | BamBam                                 | 3:04     |
| 4     | 9 de marzo de 2022    | 2   | Melting (inst.)                              |                       | Zaydro                                       |                                        | 3:04     |
| 5     | 14 de marzo de 2022   | 1   | Love, Maybe (사랑인가 봐)                    | Kim Min-seok          | MeloMance                                    | MeloMance                              | 3:05     |
| 5     | 14 de marzo de 2022   | 2   | Love, Maybe (사랑인가 봐) (inst.)            |                       | MeloMance                                    |                                        | 3:05     |
| 6     | 20 de marzo de 2022   | 1   | Fall in Love (사랑이 내 안에 들어와)         | Lee Da-hyun           | Ranic, Lee Da-hyun                           | Jihan (Weeekly), Park So-eun (Weeekly) | 3:19     |
| 6     | 20 de marzo de 2022   | 2   | Fall in Love (사랑이 내 안에 들어와) (inst.) |                       | Ranic, Lee Da-hyun                           |                                        | 3:19     |
| 7     | 22 de marzo de 2022   | 1   | Closer                                       | Woo Ji-hoon           | Woo Ji-hoon                                  | Song Ha-yea                            | 3:58     |
| 7     | 22 de marzo de 2022   | 2   | Closer (inst.)                               |                       | Woo Ji-hoon                                  |                                        | 3:58     |
| 8     | 28 de marzo de 2022   | 1   | Whatever You Want                            | Han Seung-yun, Gadeul | Han Seung-yun                                | Han Seung-yun                          | 4:16     |
| 8     | 28 de marzo de 2022   | 2   | Whatever You Want (inst.)                    |                       | Han Seung-yun                                |                                        | 4:16     |
| 9     | 29 de marzo de 2022   | 1   | Spring Breeze (봄바람처럼 날 찾아와)         | Gadeul                | Park Young-min, Yoon Byung-joo, Ko Deok-joon | New (The Boyz)                         | 3:44     |
| 9     | 29 de marzo de 2022   | 2   | Spring Breeze (봄바람처럼 날 찾아와) (inst.) |                       | Park Young-min, Yoon Byung-joo, Ko Deok-joon |                                        | 3:44     |
| 10    | 3 de abril de 2022    | 1   | It's Up To You                               | Park Se-joon, Han Jun | Red Socks, Inan                              | Moon Su-jin                            | 4:28     |
| 10    | 3 de abril de 2022    | 2   | It's Up To You (inst.)                       |                       | Red Socks, Inan                              |                                        | 4:28     |
| Bonus | 18 de febrero de 2022 | 1   | Love, Maybe (사랑인가 봐)                    | Kim Min-seok          | MeloMance                                    | MeloMance                              | 3:05     |
| Bonus | 18 de febrero de 2022 | 2   | Love, Maybe (inst.)                          |                       | MeloMance                                    |                                        | 3:05     |
| Bonus | 5 de abril de 2022    | 1   | Love, Maybe (사랑인가 봐) Versión acústica   | Kim Min-seok          | MeloMance                                    | Kim Se-jeong                           | 2:51     |
| Bonus | 5 de abril de 2022    | 2   | Love, Maybe - Versión acústica (inst.)       |                       | MeloMance                                    |                                        | 2:51     |

## Producción y estreno
Propuesta laboral está basada en una novela web escrita por HaeHwa y publicada en KakaoPage entre 2017 y 2018. La novela dio lugar a una versión en webtoon desarrollada por el ilustrador Narak desde el mismo 2018 hasta 2020. En ambos formatos, a finales de febrero de 2022 (es decir, antes de su estreno televisivo) había alcanzado 450 millones de visitas en todo el mundo, 160 millones solo en Corea del Sur.

### Audiciones
El papel de protagonista femenina, Shin Ha-ri, se le ofreció en principio a la actriz Jo Bo-ah. El 16 de marzo de 2021, a Ahn Hyo-seop se le ofreció el papel principal masculino de la serie. El 10 de junio de 2021 confirmó su aparición en la serie. Asimismo, Kim Se-jeong recibió una oferta como protagonista femenina en el drama el 5 de mayo de 2021, y el 2 de agosto confirmó su participación. Después, el 3 de agosto de 2021, Kim Min-kyu y Seol In-ah también se unieron al reparto. El actor Kim Kwang-kyu también confirmó su aparición como padre de Ha-ri y Ha-min.
El 18 de enero de 2022, se reveló el sitio de lectura de guiones mediante la publicación de fotos. y el 25 de febrero de 2022, se realizó la conferencia de prensa en línea.
El 4 de febrero de 2022 se publicó el cartel principal de la serie. El primer tráiler se había publicado el 24 de enero.
El 9 de febrero de 2022, la SBS anunció que el estreno del drama se había pospuesto por una semana debido al COVID-19, para cambiar el calendario de rodaje y asegurar un entorno de producción seguro. Originalmente la fecha de estreno estaba programada para el 21 de febrero, pero, con el retraso, la serie se estrenó el 28 de febrero del mismo año a las diez de la noche (hora local coreana).

### Estreno
Propuesta laboral originalmente estaba programada para estrenarse el 21 de febrero de 2022. Sin embargo, el cronograma de filmación cambió debido a la pandemia de COVID-19, y la fecha de estreno se pospuso por una semana hasta el 28 de febrero de 2022.
El 19 de marzo de 2022 se transmitió un episodio especial compuesto por escenas populares de los primeros seis episodios, con comentarios de los miembros del reparto principal.

## Recepción
Propuesta laboral gozó de gran acogida internacional. Según datos publicados por Netflix, en la semana del 7 al 13 de marzo figuró entre las diez más vistas de habla no inglesa de entre las transmitidas por esta plataforma. En la semana del 14 al 20 de marzo de 2022 ocupó la primera posición con casi veintitrés millones y medio de horas de visualización en total. En la semana del 21 al 27 de marzo mantuvo el primer lugar con casi 31 millones de horas registradas en todo el mundo, un aumento significativo respecto a la semana precedente, con el que alcanzó la cuarta posición general, incluyendo las series de lengua inglesa. En las semanas del 16 al 22 y del 23 al 29 de mayo la serie aún ocupó las posiciones sxta y décima entre las diez más vistas a nivel global de habla no inglesa.
Sin embargo, las perspectivas de éxito de la serie habían sido relativamente modestas antes de su emisión. La actriz protagonista, Kim Se-jeong, había predicho en la conferencia de prensa de presentación que pese a todo funcionaría mejor de lo esperado, pero incluso ella declaró estar sorprendida cuando se vio que el último episodio duplicó en audiencia al primero.

### Índices de audiencia
| Temporada | Temporada | Episodio número | Episodio número | Episodio número | Episodio número | Episodio número | Episodio número | Episodio número | Episodio número | Episodio número | Episodio número | Episodio número | Episodio número | Promedio |
| Temporada | Temporada | 1               | 2               | 3               | 4               | 5               | 6               | 7               | 8               | 9               | 10              | 11              | 12              | Promedio |
| --------- | --------- | --------------- | --------------- | --------------- | --------------- | --------------- | --------------- | --------------- | --------------- | --------------- | --------------- | --------------- | --------------- | -------- |
|           | 1         | 0.835           | 1.273           | 1.458           | 1.589           | 1.535           | 1.866           | 1.837           | 2.138           | 2.124           | 2.149           | 2.016           | 2.106           | 1.744    |

| Episodio                                                                                  | Fecha de emisión      | Índices de audiencia | Índices de audiencia | Índices de audiencia |
| Episodio                                                                                  | Fecha de emisión      | Nielsen Korea        | Nielsen Korea        | TNmS                 |
| Episodio                                                                                  | Fecha de emisión      | Nacional             | Seúl                 | Nacional             |
| ----------------------------------------------------------------------------------------- | --------------------- | -------------------- | -------------------- | -------------------- |
| 1                                                                                         | 28 de febrero de 2022 | 4,9% (17.ª)          | 5,4% (15.ª)          | 4,9% (17.ª)          |
| 2                                                                                         | 1 de marzo de 2022    | 6,5% (12.ª)          | 7,2% (11.ª)          | 6,1% (14.ª)          |
| 3                                                                                         | 7 de marzo de 2022    | 8,1% (6.ª)           | 8,2% (5.ª)           | 5,9% (12.ª)          |
| 4                                                                                         | 8 de marzo de 2022    | 8,7% (4.ª)           | 8,9%(4.ª)            | 6,9% (9.ª)           |
| 5                                                                                         | 14 de marzo de 2022   | 8,1% (6.ª)           | 8,6% (4.ª)           | 7,6% (10.ª)          |
| 6                                                                                         | 15 de marzo de 2022   | 10,1% (4.ª)          | 10,5% (3.ª)          | 8,5% (7.ª)           |
| 7                                                                                         | 21 de marzo de 2022   | 9,9% (4.ª)           | 10,7% (4.ª)          | 9,1% (7.ª)           |
| 8                                                                                         | 22 de marzo de 2022   | 10,8% (3.ª)          | 11,6% (3.ª)          | 9,2% (6.ª)           |
| 9                                                                                         | 28 de marzo de 2022   | 11,6% (4.ª)          | 12,4% (4.ª)          | 8,7% (7.ª)           |
| 10                                                                                        | 29 de marzo de 2022   | 11,6% (3.ª)          | 12,1% (3.ª)          | 9,8% (5.ª)           |
| 11                                                                                        | 4 de abril de 2022    | 10,6% (4.ª)          | 11% (4.ª)            | 9,2% (6.ª)           |
| 12                                                                                        | 5 de abril de 2022    | 11,4% (4.ª)          | 11,9% (3.ª)          | 9,7% (5.ª)           |
| Promedio                                                                                  | Promedio              | 9,36%                | 9,88%                | 7,97%                |
| - En la tabla superior, en azul aparecen los índices más bajos, y en rojo los más altos.. |                       |                      |                      |                      |

### Crítica
Jonathan Wilson (Ready Steady Cut) comentó acerca del primer capítulo que la serie muestra un estilo «ligero y extravagante» que «tiene su valor y, de hecho, su audiencia, y gracias a la obvia e inmediata química entre los protagonistas y algunos ritmos de comedia bien manejados, hay mucho que disfrutar después de solo una hora».
Para Joan MacDonald (Forbes), «el encanto de Propuesta laboral es que presenta tropos cómicos de amor clásicos, incluida la escena de "cita a ciegas que salió terriblemente mal", con un estilo fresco y humor».

## Premios y nominaciones
| Año  | Premios     | Categoría                                                           | Candidato                                                  | Resultado | Ref.          |
| ---- | ----------- | ------------------------------------------------------------------- | ---------------------------------------------------------- | --------- | ------------- |
| 2022 | APAN Star   | Mejor banda sonora original                                         | Melomance («Love, Maybe»)                                  | Nominada  | [ 85 ]        |
| 2022 | APAN Star   | Mejor banda sonora original                                         | Lee Mu-jin («Sweet»)                                       | Nominada  | [ 85 ]        |
| 2022 | APAN Star   | Premio a la excelencia, actor en miniserie                          | Ahn Hyo-seop                                               | Nominado  | [ 86 ]        |
| 2022 | APAN Star   | Premio a la excelencia, actriz en miniserie                         | Kim Se-jeong                                               | Nominada  | [ 86 ]        |
| 2022 | Korea Drama | Mejor actriz revelación                                             | Bae Woo-hee                                                | Ganadora  | [ 87 ] [ 88 ] |
| 2022 | Korea Drama | Mejor actor de reparto                                              | Kim Kwang-kyu                                              | Nominado  | [ 87 ] [ 88 ] |
| 2022 | SBS Drama   | Premio a la gran excelencia, actor en miniserie de romance/comedia  | Ahn Hyo-seop                                               | Ganador   | [ 89 ]        |
| 2022 | SBS Drama   | Premio a la gran excelencia, actriz en miniserie de romance/comedia | Kim Se-jeong                                               | Ganadora  | [ 89 ]        |
| 2022 | SBS Drama   | Premio a la excelencia, actor en miniserie de romance/comedia       | Kim Min-kyu                                                | Ganador   | [ 90 ]        |
| 2022 | SBS Drama   | Premio a la excelencia, actriz en miniserie de romance/comedia      | Seol In-ah                                                 | Nominada  |               |
| 2022 | SBS Drama   | Mejor pareja                                                        | Kim Se-jeong y Ahn Hyo-seop                                | Ganadores | [ 91 ]        |
| 2022 | SBS Drama   | Mejor pareja                                                        | Kim Min-kyu y Seol In-ah                                   | Ganadores | [ 91 ]        |
| 2022 | SBS Drama   | Mejor reparto                                                       | Yoon Sang-jeong, Kim Se-jeong, Kim Hyun-sook y Lim Ki-hong | Nominados |               |
| 2022 | MAMA        | Mejor banda sonora original                                         | Melomance («Love, Maybe»)                                  | Ganadores | [ 92 ]        |